# Gudstjeneste
 For alternative betydninger, se Messe. (Se også artikler, som begynder med Messe)
Gudstjeneste eller højmesse er i kristendommen en kirkelig handling, hvor Gud tilbedes. Gudstjenester finder sted om søndagen og på andre helligdage, men kan også afholdes på andre tidspunkter.
Gudstjeneste fejres på forskellig vis i den kristne kirke. Den romersk-katolske kirke, de ortodokse kirker, den lutherske kirke (hvortil folkekirken hører), den anglikanske kirke osv. har hver deres gudstjenesteritualer og traditioner, men med fællestræk som bibellæsninger, Fader vor, den aronitiske velsignelse, salmer, bøn, nadver og prædiken.

## Ekstern henvisning
- Wikimedia Commons har flere filer relateret til Gudstjeneste
- Folkekirkens gudstjenesteordning/liturgier Arkiveret 2. marts 2010 hos  Wayback Machine
- Lyt til en gudstjeneste (tværkirkeligt bibliotek) Arkiveret 28. september 2007 hos  Wayback Machine
- God beskrivelse af gudstjenesteformen i de danske frikriker Arkiveret 28. september 2007 hos  Wayback Machine(PDF)

| Religion | Spire Denne religionsartikel er en spire som bør udbygges. Du er velkommen til at hjælpe Wikipedia ved at udvide den. |